# Sprouts

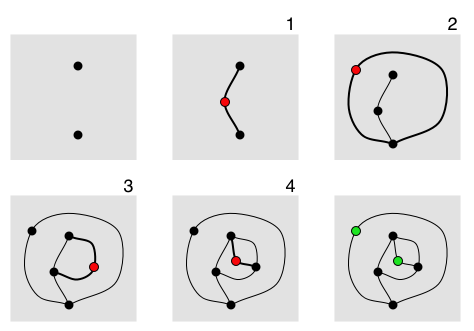
Una partita a Sprouts

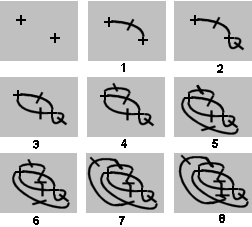
Brussels Sprouts

Sprouts è un gioco di carta e matita inventato negli anni 1960 da John Conway e Mike Paterson.
Il gioco prevede due giocatori. Su un foglio vengono disegnati {\displaystyle n} punti. A turno i giocatori possono unire i punti secondo le seguenti regole:
- Una linea tra due punti non può intersecare altre linee;
- Da ogni punto non possono dipanarsi più di tre linee;
- Ogni volta che viene tracciata una linea, si forma un nuovo punto sopra di essa.

Nella variante Brussels Sprouts invece dei punti sono presenti delle croci da cui è possibile far partire quattro linee.